# Biblioteca Central de Birmingham

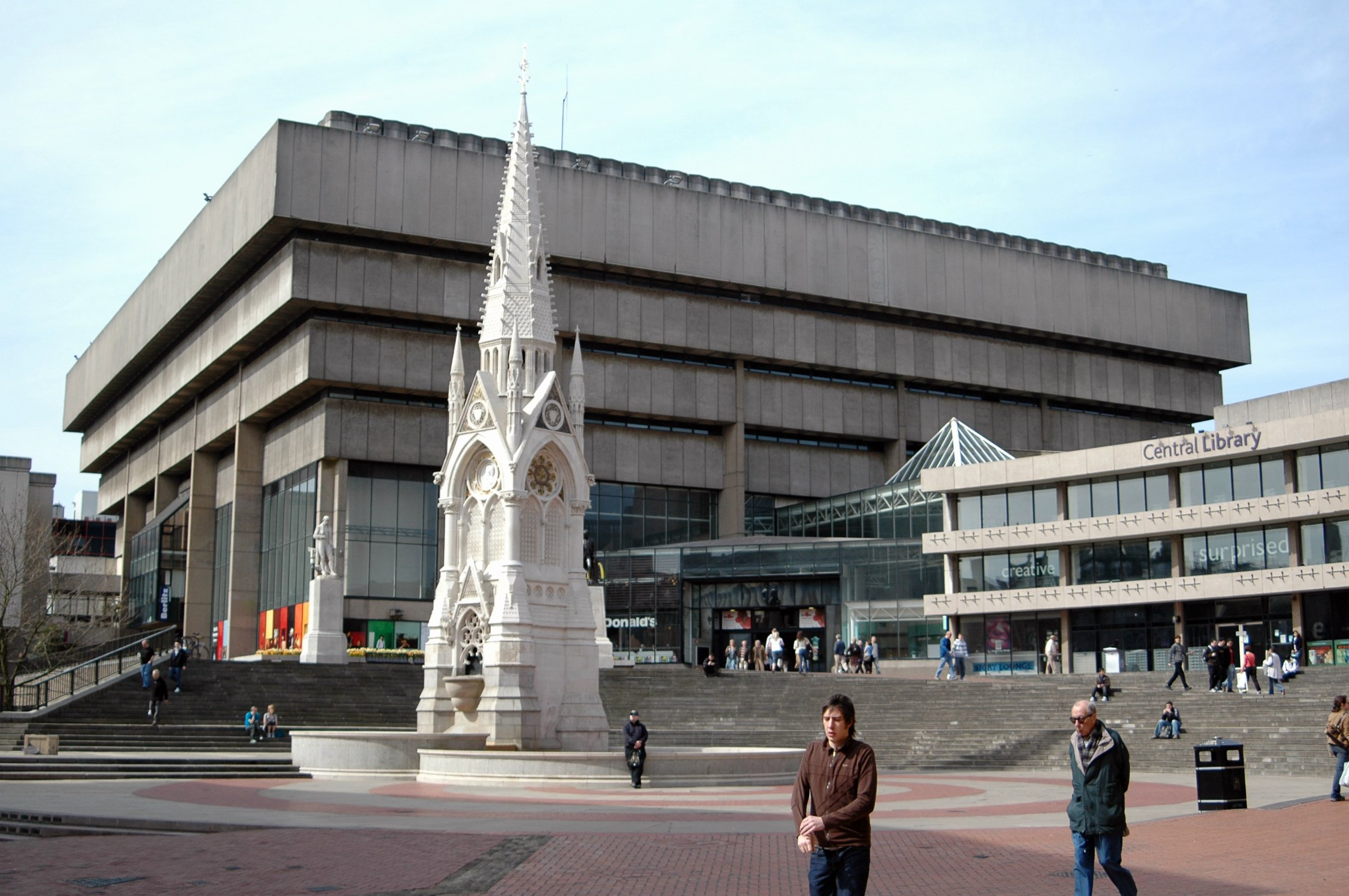
Vista de la biblioteca desde Chamberlain Square.

La Biblioteca Central de Birmingham fue la principal biblioteca pública de Birmingham, Inglaterra desde 1974 hasta el 2013. Durante algún tiempo fue la mayor biblioteca no nacional de Europa, la misma cerró el 29 de junio de 2013 y fue reemplazada por la Biblioteca de Birmingham. Se tiene previsto demoler el edificio antiguo en el 2014 como parte del proyecto de desarrollo de Paradise Circus por parte del Argent Group.  
La biblioteca fue diseñada por el arquitecto, John Madin en estilo brutalista, la biblioteca formó parte de un ambicioso proyecto de desarrollo arquitectónico del Consejo de la ciudad de Birmingham para crear un centro cívico alrededor de su nuevo sistema de avenida de circunvalación interior; sin embargo debido a razones económicas nunca se terminaron varios elementos importantes del plan maestro y se redujo la calidad de los materiales para reducir el costo de las obras. Dos antiguas bibliotecas ocupaban los terrenos adyacentes al sitio antes que la biblioteca de Madin fuera inaugurada en 1974. La biblioteca precedente había sido inaugurada en 1883 y su diseñador fue John Henry Chamberlain la misma contaba con un salón de lectura de techos altos con claristorios, esta biblioteca fue demolida en 1974. 
A pesar de que el proyecto maestro original no fue implementado en su totalidad la biblioteca ganó relevancia como un ícono arquitectónico del brutalismo británico con su uso predominante de cemento, geometría de grandes volúmenes, forma de ziggurat invertido y su escala monumental. Su estilo era considerado un símbolo de progresismo social. Por ello, el English Heritage intentó dos veces sin éxito que el edificio fuera incorporado a la lista de patrimonio. Sin embargo, a causa de la fuerte oposición del Consejo de la Ciudad de Birmingham el edificio permanecerá fuera del listado hasta el 2016.
En el período 2010–11 la Biblioteca Central fue la segunda biblioteca más concurrida de Inglaterra con 1 197 350 visitantes.

## Arquitectura
La nueva Biblioteca Central se inauguró el 12 de enero de 1974. Fue diseñada por John Madin , un arquitecto con sede en Birmingham. Su forma de zigurat invertido fue un poderoso ejemplo del estilo brutalista . Con la Rotonda y la Torre Alpha , se convirtió en uno de los edificios modernistas clave de Birmingham .
Madin diseñó la Biblioteca Central como parte de un gran esquema de centro cívico en el sitio de Paradise Circus recién creado . Originalmente se planeó construir junto a la biblioteca una Escuela de Música, un Centro Dramático, un Instituto de Atletismo, oficinas, tiendas,  un estacionamiento con 500 plazas y un intercambio de autobuses.  La colección de edificios cívicos debían estar conectados por pasarelas de alto nivel y la red de galerías que unen las carreteras. La Escuela de Música y una taberna (The Yardbird) fueron los únicos otros edificios en los planes originales que se construyeron y las pasarelas de alto nivel nunca se completaron. 
La Biblioteca Central constaba de dos elementos: la biblioteca de préstamos  y la biblioteca de referencia .  La biblioteca de préstamos se diseñó para un uso intensivo y visitas breves. Formaba un ala a la biblioteca de referencia y era de tres plantas con una fachada curva hacia el Ayuntamiento.  La biblioteca de referencia era un bloque cuadrado de ocho pisos diseñado alrededor de un atrio abierto sobre una plaza pública que fue diseñada para tener entrada  desde cuatro lados.  Sobre el cuadrado flotaban los pisos en voladizo de la biblioteca en una distintiva formación en zigurat invertido.  Los diseñadores se inspiraron para el diseño de Antonio Sant'Elialos dibujos de Casa a gradinata y el plan de 1928 de Marcel Breuer para un hospital en Elberfeld , Indiana ; mientras que otra fuente de inspiración fue la Bodleian Law Library de Leslie Martin en Oxford . También se ha sugerido que fueron influenciados por el diseño similar del Ayuntamiento de Boston , pero un miembro del equipo de diseño de Madin dijo que solo habían visto este diseño después de que la biblioteca estuviera completa.